# Manchester, Missouri
Manchester är en ort i St. Louis County i Missouri. Vid 2010 års folkräkning hade Manchester 18 094 invånare.